# Egbert Veen
Egbert Luten Gerrit Veen (Hilversum, 18 juli 1915 - Ede, 13 januari 1944) was een Nederlandse onderwijzer en verzetsstrijder tijdens de Tweede Wereldoorlog.

## Levensloop
Veen gaf les op de Nederlands Hervormde Lagere School (tegenwoordig bekend als de Koepelschool) in de Manen, destijds een buurtschap nabij Ede. Veen was een van de oprichters van de lokale afdeling van de Landelijke Organisatie voor Hulp aan Onderduikers in het voorjaar van 1943. Tijdens de Tweede Wereldoorlog was Veen een van de leiders van een zogeheten "wilde" knokploeg in Ede. Deze knokploeg was ontstaan uit de knokploeg Gelderse Vallei die opereerde vanuit Veenendaal. De KP-Ede werkte vooral samen met de knokploeg uit Barneveld. De KP-Ede pleegde onder andere overvallen op een posttransport in Gorinchem en een distributiekantoor in Raalte.
Veen bereidde in januari 1944 een aanslag voor op Gerrit Stap, een opperwachtmeester van de Marechaussee uit Putten. Op dat moment had Veen al deelgenomen aan verschillende gewapende overvallen op distributiekantoren. Stap werkte nauw samen met de Sicherheitsdienst en was verantwoordelijk geweest voor de opsporing van meerdere illegale medewerkers.
De aanslag zou worden gepleegd door twee leden van Veens knokploeg, te weten de scholier Theo Krijnen en Wim Oort, een ondergedoken kwartiermeester van de Koninklijke Marine. Zij zouden Stap op 13 januari 1944 opwachten bij de bushalte in Putten en hem vervolgens doodschieten. Stap rook echter onraad en ging naar de Marechauseekazerne in Putten. Vervolgens ontstond er een vuurgevecht waarbij Krijnen in de buik werd geraakt en Oort in schouder en been. Oort slaagde erin te ontkomen, maar Krijnen werd nog hardhandig ondervraagd voordat hij stierf. Daarbij noemde hij de naam van Veen en Lammert Braafhart, waar hij ondergedoken zat.
Nog diezelfde avond bracht de beruchte politiecommissaris Jacob Eduard Feenstra samen met zes agenten een bezoek aan Veens adres aan de Papekoplaan 19 in Ede. Veen was niet thuis, waarop Feenstra het huis van zijn vader bezocht, maar ook daar niets vond. Veen zat ergens anders ondergedoken, maar bracht net die avond zijn vrouw naar huis. Hij werd opgevangen door opperwachtmeester van de Marechaussee Huizinga en twee politieagenten die waren achtergebleven. Toen hij zijn handen niet snel genoeg opstak werd hij door Huizinga in het hart geschoten en overleed ter plekke. Zijn vrouw werd nog meegenomen naar het bureau van de Sicherheitsdienst in Arnhem, maar na anderhalf uur vrijgelaten. Het lichaam van Veen werd op 18 januari begraven op de Algemene Begraafplaats van Ede. Op last van de SD mochten slechts enkele familieleden bij de begrafenis aanwezig zijn. Braafhart werd twee dagen later gepakt en overleed op 16 januari 1945 in Sachsenhausen.

## Nasleep
Na de oorlog werd het lichaam van Veen bijgezet in Het Mausoleum in Ede. In mei 1948 werd er een herdenkingssteen onthuld op zijn voormalige school. Hij ontving postuum het Verzetsherdenkingskruis. In april 2017 werd bekend dat er een Egbert Veenhof komt in de nieuw te bouwen verzetsheldenbuurt op het voormalige kazernecomplex Ede-Oost.